# O-bi, o-ba. Koniec cywilizacji
O-bi, o-ba. Koniec cywilizacji – polski film fantastycznonaukowy z 1984 roku w reżyserii Piotra Szulkina, trzecie ogniwo tetralogii składającej się także z filmów Golem (1979), Wojna światów – następne stulecie (1981) oraz Ga, ga. Chwała bohaterom (1986).

## Fabuła
Wojna jądrowa, która ogarnęła Ziemię, nie wyłoniła zwycięzcy. Pod ukrytą w górach betonową kopułą przebywa kilkaset uratowanych osób. Wegetują w koszmarnych warunkach, oczekując na cudowne ocalenie przez kosmiczną „Arkę”, wymyśloną przez ekipę rządzącą. Dni tej małej społeczności są policzone, wszyscy bezczynnie czekają na cud, nawet wówczas, kiedy rządzący dementują wiadomość o nadejściu arki. Betonowej kopule chroniącej przed skażoną atmosferą grozi zawalenie. Naprawić ją może tylko konstruktor, lecz odmawia pomocy. Budowa arki według opisu w Biblii także kończy się fiaskiem – okazuje się, że Biblia w schronie została przerobiona na syntetyczne jedzenie. W końcu pęka kopuła, a tłum mieszkańców schronu rzuca się w kierunku światła w przeświadczeniu, że przybyła cudowna arka.

## Obsada
- Jerzy Stuhr: Soft
- Krystyna Janda: Gea
- Leon Niemczyk: zadbany
- Jan Nowicki: inżynier
- Marek Walczewski: szef Softa
- Krzysztof Majchrzak: lodówkowy
- Mariusz Dmochowski: milioner
- Kalina Jędrusik: żona milionera
- Henryk Bista: pucołowaty
- Adam Ferency: smutny
- Ryszard Kotys: celulozowy
- Stanisław Igar: rzemieślnik
- Mariusz Benoit: lekarz
- Marcin Troński: spekulant

## Odbiór

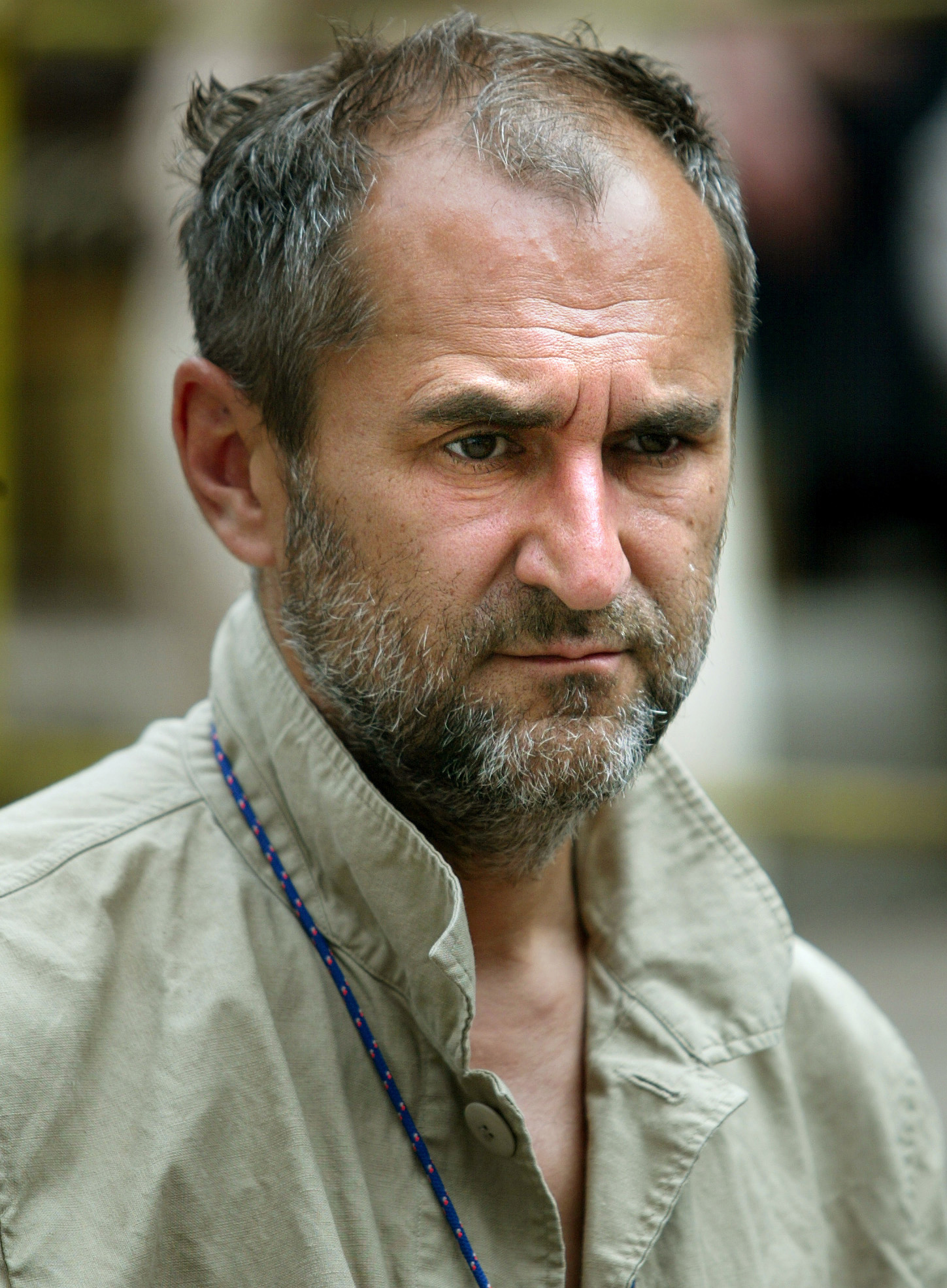
Piotr Szulkin, reżyser filmu (2003)

Maciej Pietrzak odczytywał film O-bi, o-ba jako film przewidujący kulturę postpiśmienną, w której marginalizacji ulega słowo pisane: „Reżyser […] umieścił fabułę w realiach, w których zapomnieniu uległy pierwotne funkcje literatury, a porzucone piśmiennicze artefakty upadłych reżimów i święte teksty zapomnianych religii istnieją w postępującym oderwaniu od swego pierwotnego kontekstu”. Michał Sowiński z kolei interpretował film Szulkina jako krytykę współczesnego kapitalizmu: „W postapokaliptycznym mieście, które można interpretować jako metaforę kondycji współczesnego świata, pieniądz nie ma już immanentnej wartości”. Sowiński przenosił rozważania nad filmem do rzeczywistości pozaekranowej, gdzie pieniądze „są również pewną formą obietnicy. Nie dają bogactwa, są ledwie zapowiedzią bogactwa, której realizacja jest w pełni uzależniona od wiary ludzi uczestniczących w danym systemie ekonomicznym”. Sebastian Jakub Konefał chwalił stronę estetyczną filmu, szczególnie zdjęcia Witolda Sobocińskiego: „Brawurowe wykorzystanie przez Sobocińskiego Steadicamu, wspieranego przeplatanką ujęć z zastosowaniem szerokich i wąskich obiektywów oraz innowacyjne użycie niebieskich świateł i neonów stwarzają immersyjną atmosferę izolacji, paranoi, dekadencji i rozpadu”.